# Besse, Isère
Besse este o comună în departamentul Isère din sud-estul Franței. În 2009 avea o populație de 142 de locuitori.

## Evoluția populației
| An        | 1975 | 1982 | 1990 | 1999 | 2006 | 2009 |
| --------- | ---- | ---- | ---- | ---- | ---- | ---- |
| Populație | 116  | 117  | 116  | 130  | 144  | 142  |